# Gari Melchers

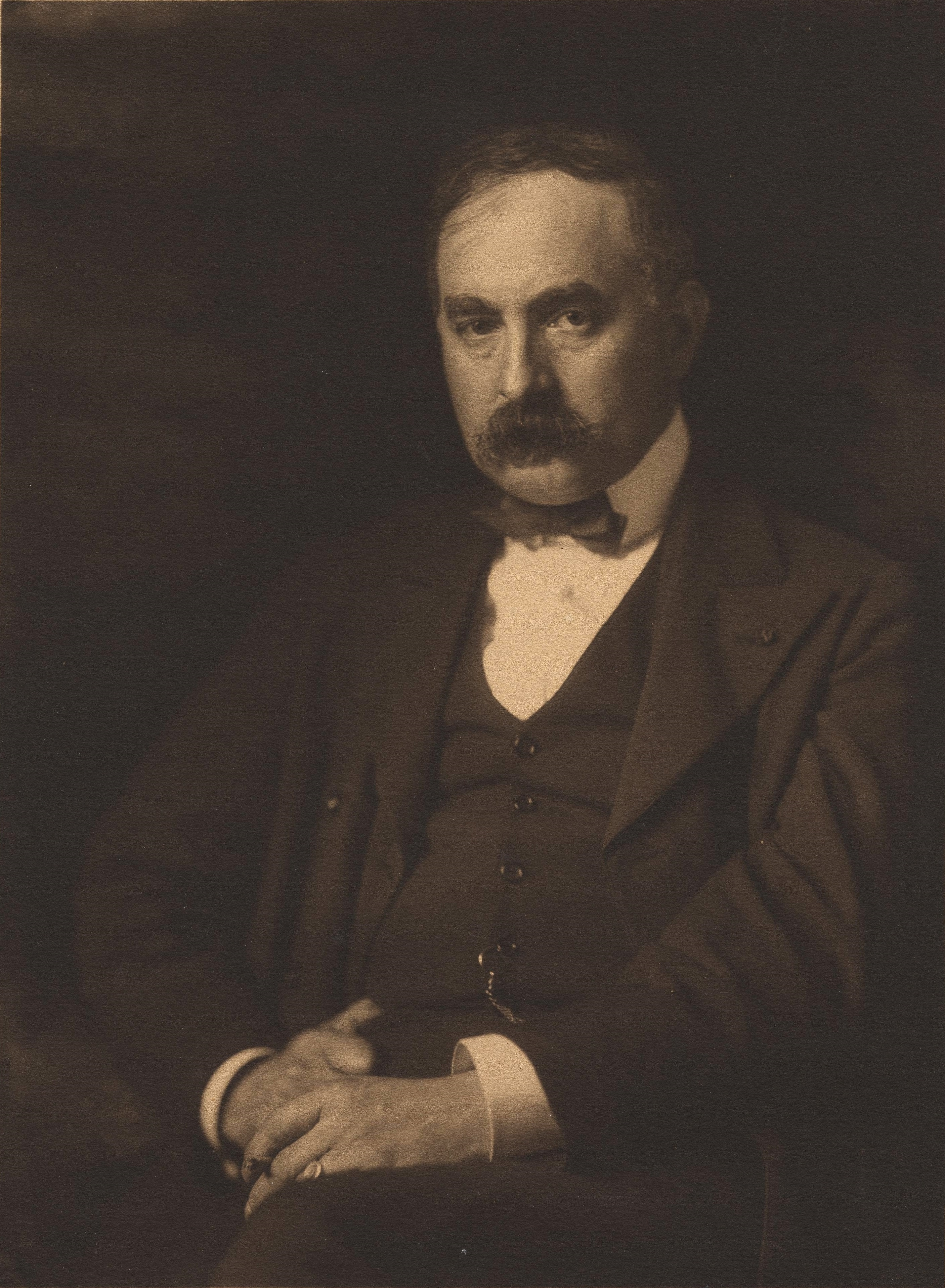
Gari Melchers, ca.1900

Julius Garibaldi ('Gari') Melchers (Detroit, 11 augustus 1860 - Fredericksburg, 30 november 1932) was een Amerikaans kunstschilder. Hij werd beïnvloed door het naturalisme en het impressionisme. Een groot deel van zijn actieve schildersleven was hij werkzaam in Nederland.

## Leven en werk
Melchers was de zoon van Julius Theodore Melchers, een beeldhouwer van Duitse herkomst. Toen hij zeventien was, in 1877, stuurde zijn vader hem voor kunststudies naar de Kunstacademie Düsseldorf. In 1880 ging hij naar Parijs en studeerde daar aan de Académie Julian, onder Jules Lefebvre en Gustave Boulanger. In Parijs werd zijn palet duidelijk lichter, beïnvloed door het impressionisme. In 1882 exposeerde hij voor het eerst in de Parijse salon met zijn schilderij The letter. Later zou hij tweemaal worden onderscheiden in de 'salon', in 1886 voor The sermon en in 1888 met The Communion.

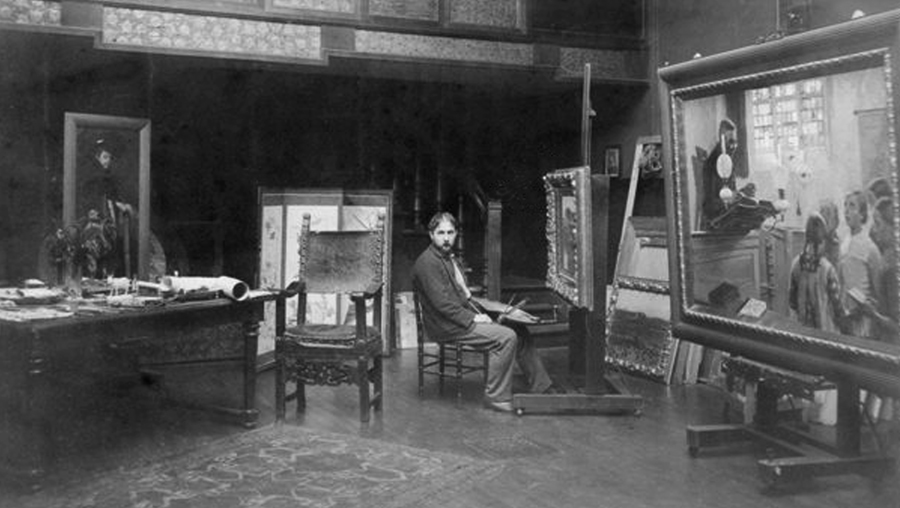
Gari Melchers in zijn studio te Parijs, 1889

In 1884 trok Melchers naar Egmond aan den Hoef, waar hij ging werken met zijn vriend George Hitchcock, met wie hij enige tijd een studio deelde. Hoewel hij ook nog een studio in Parijs hield zou hij de volgende vijfentwintig jaar de meeste tijd in Nederland doorbrengen, aangetrokken als hij zich voelde door de Hollandse kust en het eenvoudige boerenleven. Samen met Hitchcock werd hij de leidende figuur van wat later de Egmondse School zou worden genoemd.
Melchers schilderde vooral veel portretten en genrewerken, veelal alledaagse taferelen met gewone mensen. Hij besteedde veel aandacht aan details, met name aan de kostuums. Vaak benadrukte hij een zekere religiositeit in zijn werk. Een belangrijk thema is het moederschap. Meermaals schilderde hij jonge boerenvrouwen met een kind op de schoot, zittend in een landschap, daarmee associaties oproepend met Maria en het kind. Vaak gebruikte hij zijn dienstmeisje Dirkje als model.
Tijdens de Wereldtentoonstelling van 1889 te Parijs won Melchers een 'Grand Prix': samen met John Singer Sargent was hij de eerste Amerikaan die deze eer tijdens een ‘expo’ te beurt viel. In 1893 nam hij deel aan de World's Columbian Exposition. 
In 1896 kreeg Melchers opdracht om enkele muurschilderingen te maken voor de Library of Congress en reisde af naar de Verenigde Staten. Vanaf die tijd zou hij ook regelmatig op en neer reizen naar New York om zijn werk te verkopen of portretten te maken in opdracht. Bekend is zijn portret van Theodore Roosevelt, nu in de National Gallery of Art in Washington D.C.
In 1909 vestigde Melchers zich in Weimar, waar hij een aanstelling aan de Kunsthochschule kreeg. Bij het uitbreken van de Eerste Wereldoorlog keerde hij definitief terug naar de Verenigde Staten. In 1916 kocht hij een statig landhuis in Falmouth, Virginia, ‘The Belmont’ genaamd, thans een historisch museum en uitgeroepen tot National Historic Landmark. 
Melchers was lid van de National Academy of Design, de Pruisische Academie van Wetenschappen en de Société Nationale des Beaux-Arts. Hij werd opgenomen in het Legioen van Eer en onderscheiden met de Orde van de Rode Adelaar. Aan het einde van zijn leven kreeg hij nog een gouden medaille van de American Academy of Arts and Letters. 
Melchers overleed in 1932, 72 jaar oud. Zijn werk bevindt zich vooral in Amerikaanse musea, waaronder het Metropolitan Museum of Art in New York, het Detroit Institute of Arts, het Minneapolis Institute of Arts, het Los Angeles County Museum of Art en de National Gallery of Art in Washington D.C.

## Galerij

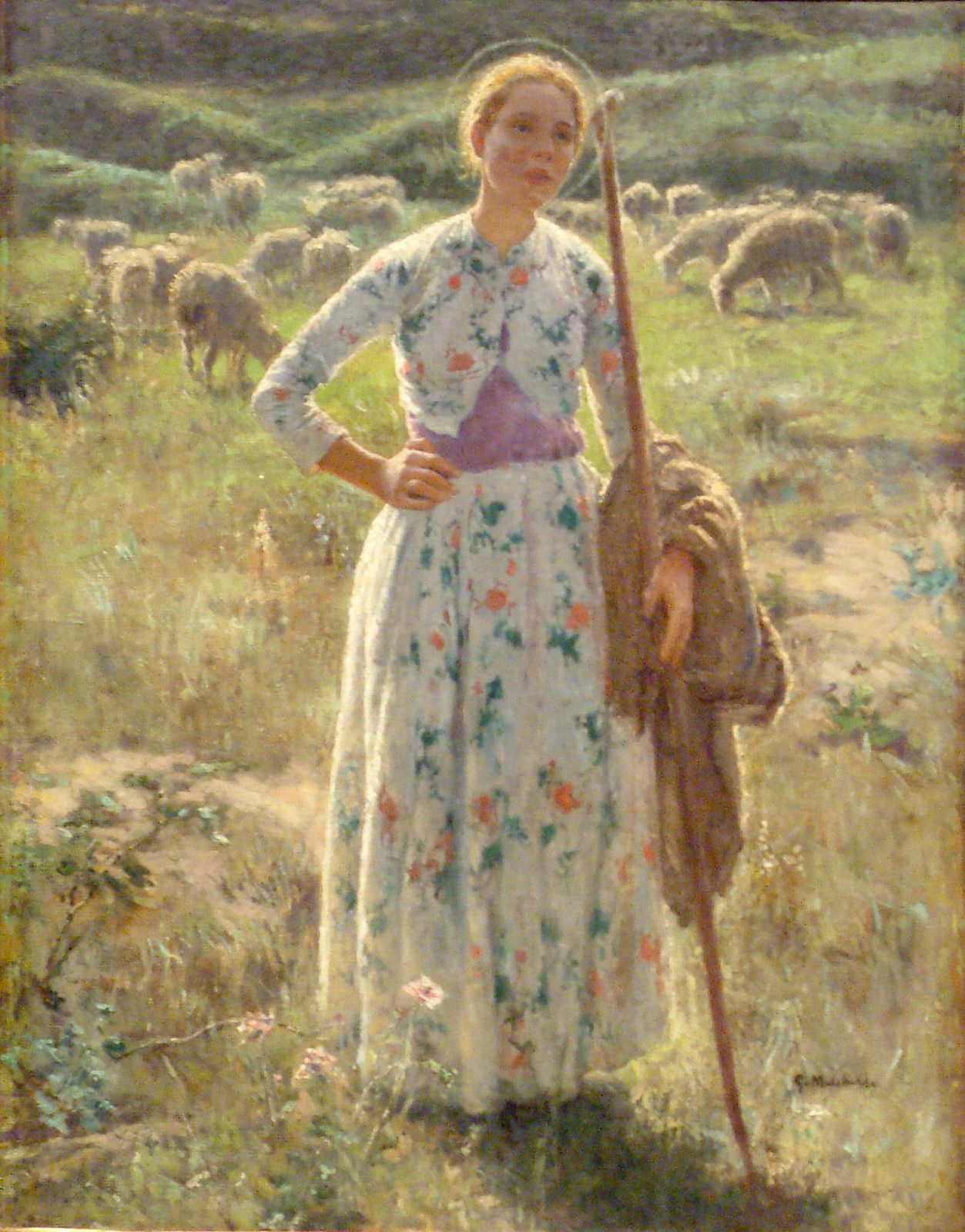
Jeanne d'Arc
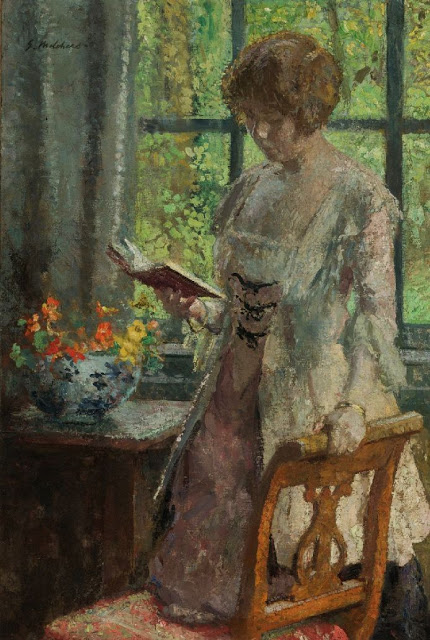
Lezend meisje
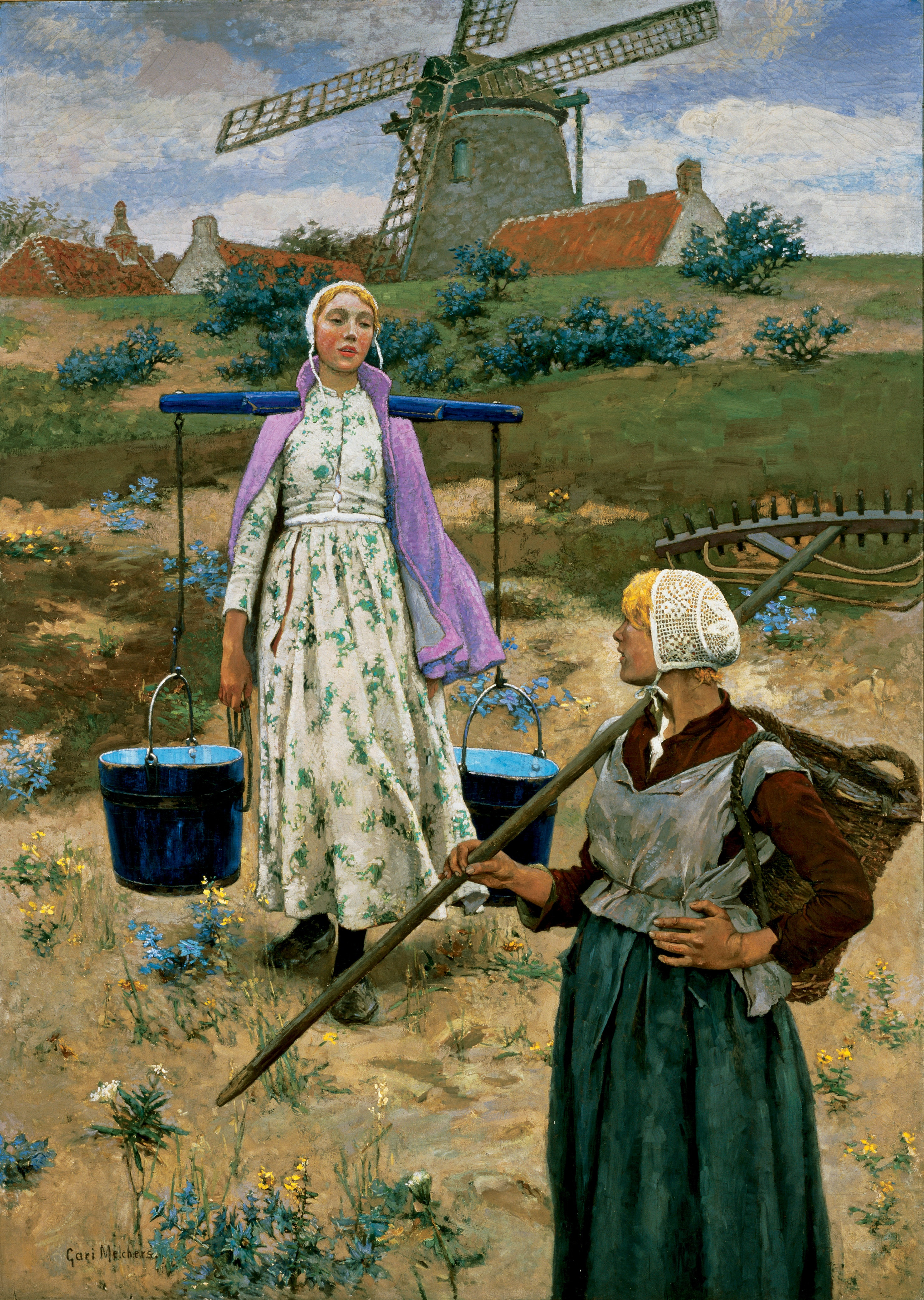
In Holland
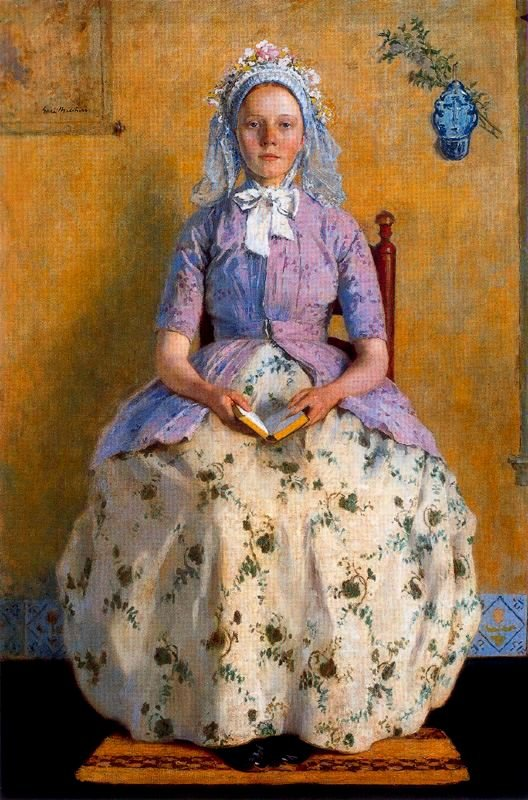
Communicant
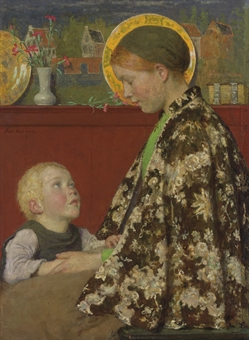
Jonge moeder
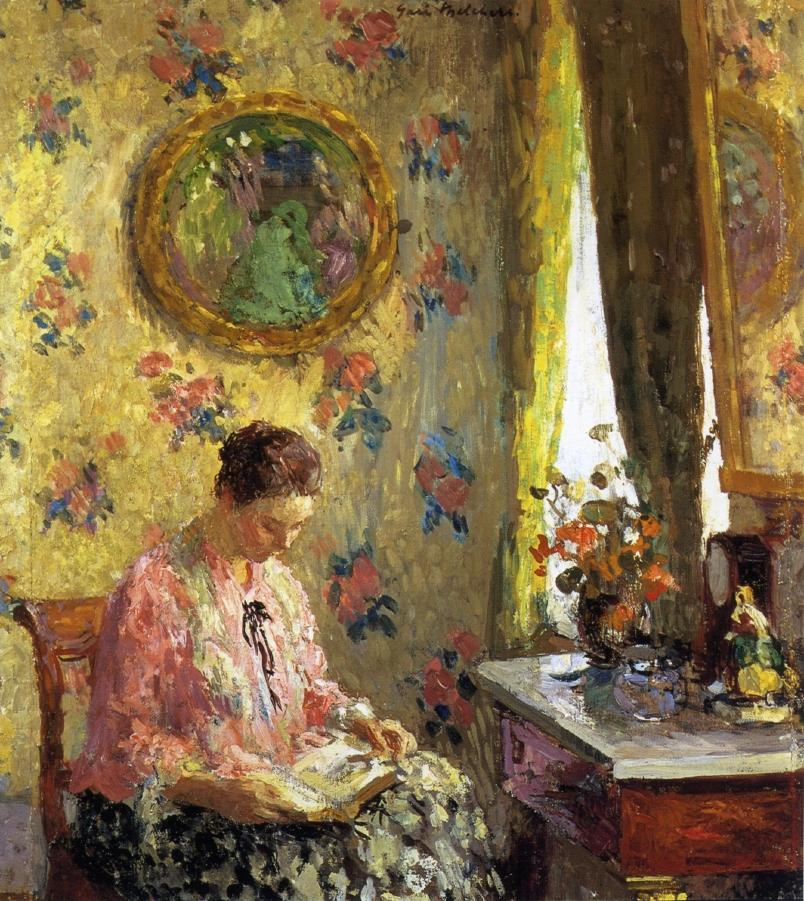
Lezende vrouw
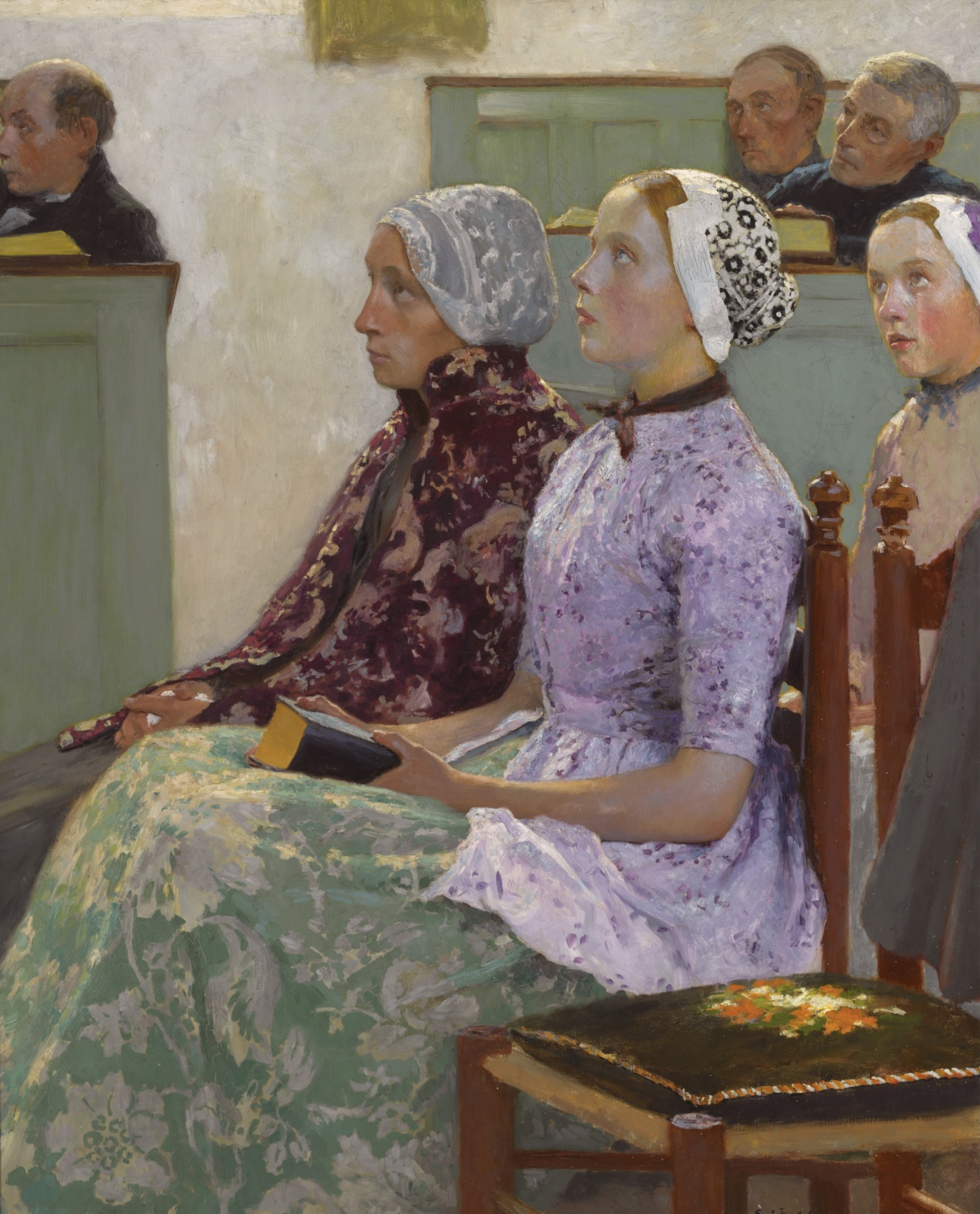
In de kerk
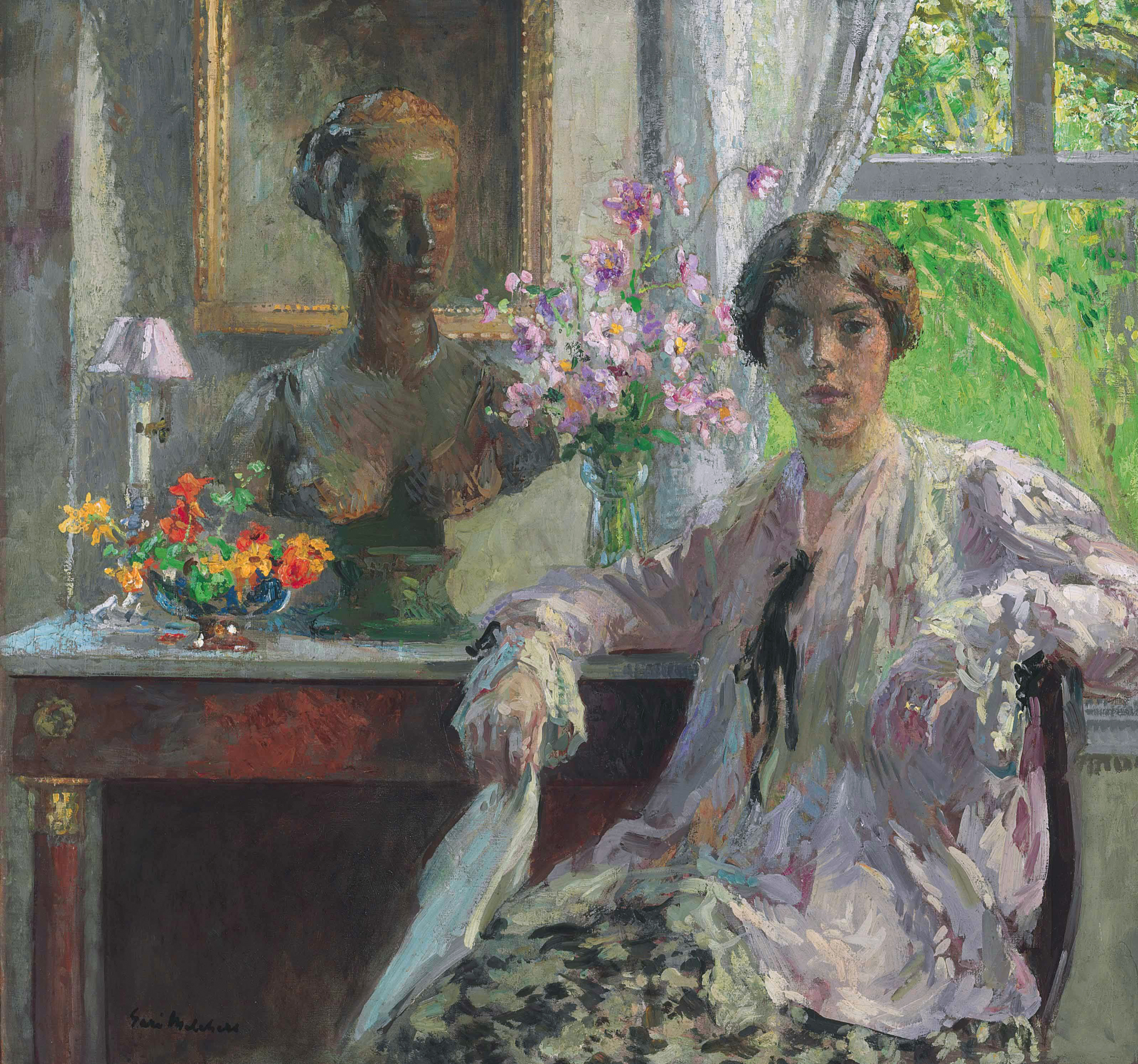
Nellie Kabel
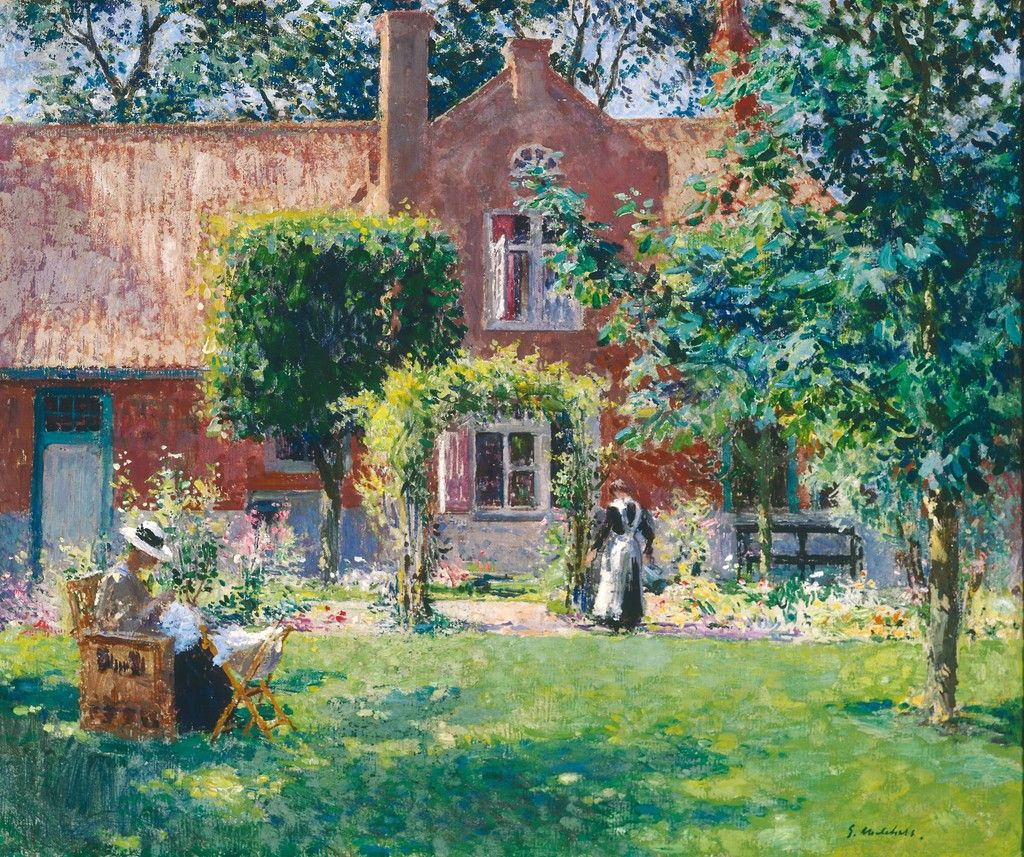
De eenvoudige tuin
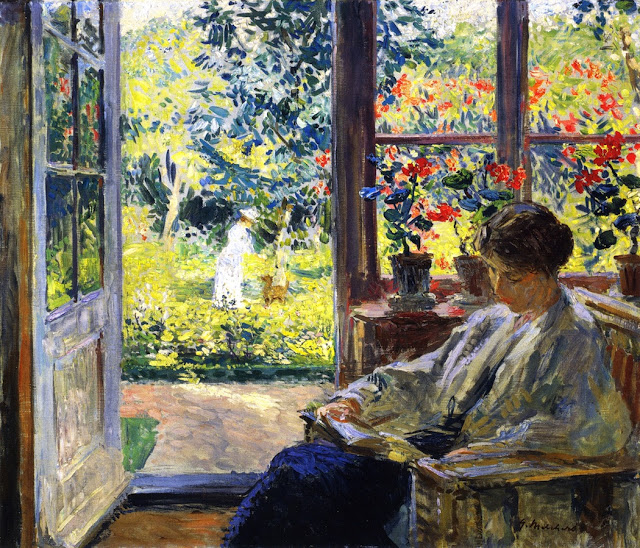
Jonge vrouw lezend bij het raam